# 村田早耶香
村田 早耶香（むらた さやか、1981年10月24日 - ）は、日本の社会起業家、特定非営利活動法人かものはしプロジェクト共同代表。東京都調布市出身。フェリス女学院大学国際交流学部卒業。本名は、齋藤早耶香。
中学生の時に国際問題に興味を持つようになった。大学在学時には、弓削昭子の講義を受ける。大学2年生の時、NGOのスタディーツアーに参加し、東南アジアでの児童買春の現実を目の当たりにした。「児童買春を防いで、子ども達が将来に希望を持ち、笑顔で過ごせる世界にしたい」という想いから、大学時代出会った仲間たちと児童買春を防ぐために力を注ぐ。カンボジアの職業訓練センターでのインターンなど数多くの経験を積んでいる。大学卒業後、カンボジアの児童買春を防止するためのIT職業訓練学校設立事業を立ち上げ、国際会議にも日本代表として参加、各地で講演などを行っている。

## 経歴
- 2001年 子どもの商業的性的搾取に反対する世界会議日本の若者代表
- 2002年 大学在学中に NPO かものはしプロジェクトを発足させ、代表として活動[2]。9月にタイで現地調査、事業立案開始。11月にはカンボジアで現地調査、現地のNGOを多数訪問し、児童買春問題をはじめ様々な問題に関してヒアリング調査を実行[2]。
- 2003年 ソーシャルビジネスプランコンテスト STYLE2003にて、優秀賞受賞。 世界銀行が世界中の若者活動家を招いて開催したYouth Development and Peace 2003に、日本から唯一の若者代表として参加。
- 2004年 フェリス女学院大学国際交流学部卒業[1]。かものはしプロジェクトのカンボジア事務所をプノンペンで立ち上げ、子ども達へのパソコン教室を開始。同年9月NPO法人格を取得し、代表理事に就任[4]。
- 2005年 日経WOMAN「ウーマン・オブ・ザ・イヤー 2006 リーダーシップ部門」史上最年少受賞[1]。
- 2006年 貧しい家庭の収入向上プロジェクトを開始。人間力大賞・参議院議長奨励賞受賞[5]。
- 2007年 JCIより[TOYP](TheOutstanding Young Person)受賞[5]
- 2009年 国際ソロプチミスト日本東リジョン主催「女性のために変化をもたらす賞」受賞[6]。

## テレビ出演
- 日経スペシャル カンブリア宮殿 「世界を救う社会起業家たち！」（2008年7月21日、テレビ東京）- NPO法人かものはしプロジェクト 共同代表として出演[7]。

## 著書
- 『いくつもの壁にぶつかりながら 19歳、児童買春撲滅への挑戦』（2009年6月16日、PHP研究所）ISBN 9784569709314